# Eumerus hispanicus
Eumerus hispanicus är en tvåvingeart som beskrevs av Goot 1966. Eumerus hispanicus ingår i släktet månblomflugor, och familjen blomflugor.
Artens utbredningsområde är Spanien. Inga underarter finns listade i Catalogue of Life.